# Équipe de Suisse de football en 1920
Cet article présente l'année 1920 pour l'équipe de Suisse de football. En mai puis en juin, elle rencontre pour la première fois l'équipe des Pays-Bas et celle de Suède.

## Bilan
|           | Nombre de matchs | Victoires | Défaites | Matchs nuls | Buts marqués | Buts encaissés |
| Domicile  | 4                | 3         | 1        | 0           | 9            | 4              |
| Extérieur | 1                | 1         | 0        | 0           | 1            | 0              |
| Neutre    | 0                | 0         | 0        | 0           | 0            | 0              |
| Total     | 5                | 4         | 1        | 0           | 10           | 4              |

## Matchs et résultats
| Match amical                                | Suisse  | 0 - 2   | France                     | Les Charmilles, Genève                          |                                                 |
| 29 février 1920 · Historique des rencontres |         | (0 - 1) | 43e Devaquez · 78e Nicolas | Spectateurs : 15 000 Arbitrage : Giovanni Mauro | Spectateurs : 15 000 Arbitrage : Giovanni Mauro |
| 29 février 1920 · Historique des rencontres | Rapport |         |                            | Spectateurs : 15 000 Arbitrage : Giovanni Mauro | Spectateurs : 15 000 Arbitrage : Giovanni Mauro |

| Match amical                                     | Suisse                     | 3 - 0   | Italie | Kirchenfeld, Berne                                |                                                   |
| 28 mars 1920 · 15h00 · Historique des rencontres | Merkt 12e 73e · Kramer 64e | (1 - 0) |        | Spectateurs : 10 000 Arbitrage : Johannes Mutters | Spectateurs : 10 000 Arbitrage : Johannes Mutters |
| 28 mars 1920 · 15h00 · Historique des rencontres | Rapport                    |         |        | Spectateurs : 10 000 Arbitrage : Johannes Mutters | Spectateurs : 10 000 Arbitrage : Johannes Mutters |

| Match amical                            | Suisse                    | 2 - 1   | Pays-Bas      | Landhof, Bâle                                  |                                                |
| 16 mai 1920 · Historique des rencontres | Friedrich 69e · Merkt 71e | (0 - 1) | 40e de Natris | Spectateurs : 6 000 Arbitrage : Giovanni Mauro | Spectateurs : 6 000 Arbitrage : Giovanni Mauro |
| 16 mai 1920 · Historique des rencontres | Rapport                   |         |               | Spectateurs : 6 000 Arbitrage : Giovanni Mauro | Spectateurs : 6 000 Arbitrage : Giovanni Mauro |

| Match amical                            | Suède   | 0 - 1   | Suisse       | Stade olympique, Stockholm                     |                                                |
| 6 juin 1920 · Historique des rencontres |         | (0 - 0) | 82e Martenet | Spectateurs : 12 000 Arbitrage : Willem Eymers | Spectateurs : 12 000 Arbitrage : Willem Eymers |
| 6 juin 1920 · Historique des rencontres | Rapport |         |              | Spectateurs : 12 000 Arbitrage : Willem Eymers | Spectateurs : 12 000 Arbitrage : Willem Eymers |

| Match amical                             | Suisse                                        | 4 - 1   | Allemagne | Utogrund, Zurich                              |                                               |
| 27 juin 1920 · Historique des rencontres | Meyer 19e 38e · Afflerbach 50e · Ramseyer 77e | (2 - 0) | 79e Jäger | Spectateurs : 8 000 Arbitrage : László Bálint | Spectateurs : 8 000 Arbitrage : László Bálint |
| 27 juin 1920 · Historique des rencontres | Rapport                                       |         |           | Spectateurs : 8 000 Arbitrage : László Bálint | Spectateurs : 8 000 Arbitrage : László Bálint |